# جون سيلفيان
جون سيلفيان (بالإنجليزية: John Sylvain)‏ هو سياسي كندي، ولد في 7 يونيو 1924 في لندن في المملكة المتحدة، وتوفي في 16 أغسطس 2011 في مالبي في كندا. حزبياً، نشط في الحزب الكندي التقدمي المحافظ. وقد انتخب عضو مجلس الشيوخ الكندي.